# Everything Not Saved Will Be Lost - Part 2
Everything Not Saved Will Be Lost - Part 2 es el sexto álbum de estudio de la banda británica de indie rock Foals, publicado el 18 de octubre de 2019 por las compañías discográficas Warner Records y Transgressive Records. Es la segunda mitad de un proyecto de dos partes, que comenzó con Everything Not Saved Will Be Lost - Part 1, lanzado el 8 de marzo del mismo año.

## Antecedentes
El 28 de agosto de 2015, la banda británica Foals estrenó su cuarto álbum de estudio, What Went Down, que seguía un estilo musical más cercano al post-punk revival de Holy Fire (2013) y más alejado del math rock de sus primeros trabajos. NME lo incluyó en su listado —en la posición 43— de los cincuenta mejores discos del año. Luego de unas cincuenta presentaciones en varias partes del mundo, en 2016 el grupo acordó tomarse un periodo de descanso prolongado, pues según Yannis Philippakis se sentían «un poco hartos [...] pues el tour había sido pesado y las fiestas se intensificaron, al grado de volverse insalubre».

## Composición y grabación
El 20 de octubre de 2017, en una sesión de preguntas de la Oxford Union, Philippakis confirmó que la banda trabajaba en un nuevo álbum; «Yo y Jimmy [Smith] hemos planteado algunos bocetos y primeras ideas», indicó y dijo que «creo que vamos a experimentar». Sobre el estilo musical, señaló: «Los últimos dos [discos: Holy Fire y What Went Down] eran como amigos. Tenemos que pasar algún tipo de cambio violento, sea cual sea el próximo disco, no será amigo de los últimos dos» y planteó que unas posibles influencias serían «ciertos eventos que han ocurrido aquí [Reino Unido] y en Estados Unidos, y mayormente el cambio climático».
A inicios de 2018, el bajista Walter Gervers dejó la agrupación para «seguir otro estilo de vida», aunque la separación fue en buenos términos. Los cuatro miembros restantes siguieron trabajando en su quinto álbum de estudio, al que consideraron que sería el «mejor disco hasta el momento». En entrevista con The Fader, Philippakis indicó que, a partir de la salida de Gervers, «los papeles [de los miembros restantes] se hicieron más fluidos». El «impulso creativo» para los nuevos discos fue el tiempo de descanso que tomaron y la pérdida de un integrante; «Queríamos escribir algo nuevo [...] ser más exploratorios y permitir que el proceso de estar en el estudio fuera más abierto». Sin saber mucho cuántas canciones escribirían o su duración, «terminamos con dos álbumes».
Ya desde finales de 2017, Philippakis había rentado una sala de producción en el 123 Studio de Peckham, Londres, para comenzar a trabajar en las que acabarían siendo ambas partes de Everything Not Saved Will Be Lost. El nombre deriva de una pantalla de guardado de Nintendo, «con la que me topé hace quizá un año [2018] o dos [2017] [...] [pretendía ser] algo así como “probablemente no retomaremos las ideas que no usemos” [...] de alguna manera, sin saberlo, nos impulsó en la creación del disco porque queríamos completar todo lo que empezáramos, por eso acabamos con tanta música».

## Recepción

### Crítica
El sitio web recopilatorio Metacritic le otorgó un puntaje de 78 sobre cien, con base en trece críticas especializadas, lo que implica que el álbum recibió reseñas «generalmente favorables». Por su parte, en AnyDecentMusic? alcanzó una calificación de 7.8 sobre diez a partir de las críticas recopiladas por el sitio.

### Comercial
Con Everything Not Saved Will Be Lost - Part 2, Foals alcanzó por primera vez la primera posición de la UK Albums Chart del Reino Unido en la semana del 25 al 31 de octubre de 2019. En la misma semana, fue el disco de vinilo más vendido de la misma lista. Aunque todos sus álbumes previos habían llegado a los primeros diez, la posición más alta había sido con Everything Not Saved Will Be Lost - Part 1, que llegó al segundo lugar en marzo del mismo año.

## Canciones
| Everything Not Saved Will Be Lost - Part 2 |                             |          |  |
| N.º                                        | Título                      | Duración |  |
| 1.                                         | «Red Desert» (instrumental) | 01:12    |  |
| 2.                                         | «The Runner»                | 04:21    |  |
| 3.                                         | «Wash Off»                  | 04:30    |  |
| 4.                                         | «Black Bull»                | 03:07    |  |
| 5.                                         | «Like Lightning»            | 03:34    |  |
| 6.                                         | «Dreaming Of»               | 03:45    |  |
| 7.                                         | «Ikaria» (instrumental)     | 00:42    |  |
| 8.                                         | «10,000 Ft.»                | 04:24    |  |
| 9.                                         | «Into the Surf»             | 04:31    |  |
| 10.                                        | «Neptune»                   | 10:18    |  |
| 40:24                                      |                             |          |  |